# Majhihara
Majhihara es una ciudad censal situada en el distrito de Khordha en el estado de Odisha (India). Su población es de 5598 (2011). Se encuentra a 26 km de Bhubaneswar y a 38 km de Cuttack.

## Demografía
Según el censo de 2011 la población de Majhihara era de 5598 habitantes, de los cuales 2916 eran hombres y 2682 eran mujeres. Majhihara tiene una tasa media de alfabetización del 86,53%, superior a la media estatal del 72,87%: la alfabetización masculina es del 92,56%, y la alfabetización femenina del 80,12%